# Joseph Nicholas Adelrich Benziger
Joseph Nicholas Adelrich Benziger (* 14. September 1837 in Einsiedeln; † 17. Februar 1878 in Staten Island, New York; heimatberechtigt in Einsiedeln) war ein Schweizer Verleger und Schweizer Konsul in Cincinnati.

## Leben und Karriere

### Herkunft und Ausbildung
Joseph Nicholas Adelrich Benziger war das neunte Kind von Karl Benziger, Politiker und Mitbesitzer des Verlagsgeschäfts Benziger, und der Anna Maria geborene Meyer aus Oberägeri. Mit seinen Geschwistern, darunter Meinrada Josefa und Josef Karl Benziger, wuchs er in Einsiedeln auf. 1869 heiratete er die Gräfin Bertha von Sarnthein aus Innsbruck, eine Institutsfreundin seiner Schwester Felicitas. Der Ehe entsprangen zwei Töchter und drei Söhne.
Benziger wurde von seinem Vater sorgfältig auf seine künftige Tätigkeit im Familienunternehmen vorbereitet. Nach dem Unterricht durch Privatlehrer im Elternhaus besuchte er die Gymnasien in St. Gallen und Einsiedeln sowie Knabeninstitute in Wabern bei Bern und Genf. In Augsburg absolvierte er darauf eine Buchhändlerausbildung und ein Praktikum im Buchhandelsgeschäft Lampert.

### Karriere
Im Jahr 1856 trat Benziger ins Familiengeschäft ein. Bereits ein Jahr später, mit nur 20 Jahren, übernahm er von seinem Cousin Adelrich Benziger die Leitung einer vier Jahre zuvor gegründeten Niederlassung in New York. 1860 erwarb Benziger Brothers, wie der Verlag sich in den USA nannte, den katholischen Traditionsverlag Kreuzburg & Nurre und gründete in Cincinnati eine weitere Filiale. Im selben Jahr wurde Benziger zusammen mit seinen zwei älteren Brüdern Josef Karl und Martin Benziger sowie drei Cousins gleichberechtigter Teilhaber des Verlagsgeschäfts.
Er widmete sich vor allem dem Bücherverlag, während sein Cousin Louis Benziger den Importhandel besorgte. Unter Benzigers verlegerischer Leitung erschienen deutschsprachige Werke der katholischen Volksliteratur. Ab den 1870er Jahren verlegte Benziger Brothers vermehrt auch englischsprachige Werke. Für den Absatz ihrer Ware stützte sich die Firma mitunter auf die Netzwerke der katholischen Immigrantenkirche. In den USA konnte sie insbesondere auf die Unterstützung von deutsch- und irischstämmigen Missionaren und Bischöfen zählen.
Die Bande nach Europa und Einsiedeln blieben eng. Zwischen 1862 und 1878 reiste Benziger dreimal für längere Zeit in die alte Heimat. Mit Jugendfreunden wie dem Einsiedler Benediktinerpater Bernard Benziger oder dem Lehrer und Redaktor Franz Furger aus Schwyz blieb er ein Leben lang verbunden. Wie seine Angehörigen in der Schweiz versah Benziger politische Ehrenämter. Zwischen 1864 und 1866 wirkte er als Schweizer Konsul in Cincinnati. Den Schweizer Kulturkampf, den er als «kleinlich» bezeichnete, verfolgte er skeptisch aus der Distanz.
1873 liess sich Benziger mit seiner Familie definitiv in New York nieder. Nach einer letzten Europareise starb Joseph Nicholas Adelrich Benziger am 17. Februar 1878 in seinem Haus auf Staten Island an einem Magenleiden. Bei seinem Tod war er ein vermögender Mann und hinterliess seiner Familie rund 750'000 Franken.